# Lidia Gueiler Tejada
Lidia Gueiler Tejada (Cochabamba, 28 augustus 1921 - La Paz, 9 mei 2011) was de eerste vrouwelijke president van Bolivia. Tevens was ze nog maar de tweede vrouwelijke president in de Latijns-Amerikaanse geschiedenis, na Isabel Martínez de Perón in Argentinië.
Als waarnemend president was het haar taak om de presidentsverkiezingen van 1980 in goede banen te leiden. Maar ze werd opzijgezet door een rechtse staatsgreep, die werd geleid door haar neef Luis García Meza Tejada. Daarop trok ze naar Frankrijk tot het einde van de dictatuur in 1982.
Gueiler Tejada overleed na een lang aanslepende ziekte op 89-jarige leeftijd.